# Edward P. Thompson

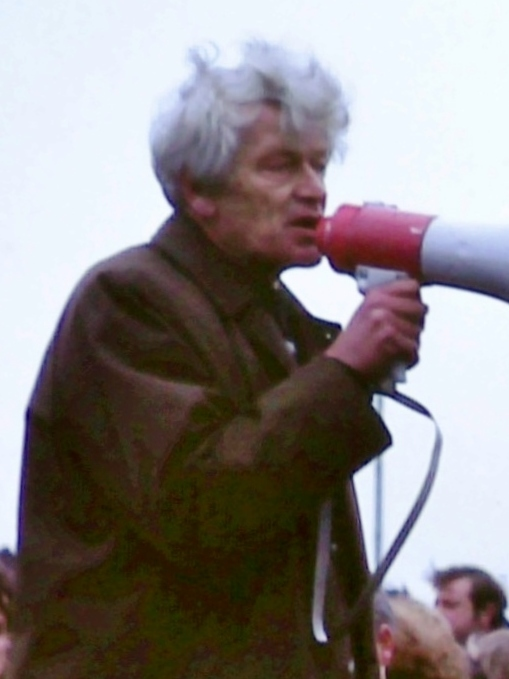
E. P. Thompson (1980)

Edward Palmer Thompson (* 3. Februar 1924 in Oxford; † 28. August 1993 in Worcester) war ein britischer Historiker und Friedensaktivist. Er gilt als einer der Pioniere einer Geschichte von unten und gehörte mit Christopher Hill und Eric Hobsbawm zu jener Gruppe marxistischer Historiker Großbritanniens, der nach Hans-Ulrich Wehler die englische Geschichtswissenschaft ihren weltweiten Einfluss seit den 1960er Jahren zu verdanken hatte.
Thompson wurde mit ausführlichen Arbeiten über die britischen radikalen Bewegungen des späten 18. und frühen 19. Jahrhunderts bekannt, insbesondere mit dem Werk Die Entstehung der englischen Arbeiterklasse von 1963 (dt. 1987), das Historiker, nicht nur der Arbeiterbewegung, auf der ganzen Welt beeinflusste. Klasse betrachtet er als ein historisches Phänomen und nicht als eine „Struktur“ oder gar als eine „Kategorie“. Er hat einflussreiche Biographien über William Morris (1955) und über William Blake (posthum erschienen 1993) geschrieben und war ein produktiver Journalist und Essayist. Thompson hat auch einen Gedichtband und den Roman The Sykaos Papers veröffentlicht.
Edward Thompson war einer der prominentesten Intellektuellen in der Communist Party of Great Britain, die er 1956 verließ. Er spielte eine Schlüsselrolle in der Neuen Linken in Großbritannien seit den späten 1950er Jahren und kritisierte die von der Labour Party geführten britischen Regierungen von 1964 bis 1970 sowie 1974 bis 1979 von links. Während der 1980er Jahre war er ein führender Intellektueller der Bewegung gegen die Atomwaffen in Europa.
1979 wurde er in die American Academy of Arts and Sciences und 1992 in die British Academy aufgenommen.

## Anfänge
Edward Palmer Thompson wurde als Sohn methodistischer Missionare geboren. Während des Zweiten Weltkriegs diente er in einer Panzereinheit in Italien und studierte dann am Corpus Christi College, Cambridge, wo er Mitglied der kommunistischen Partei wurde. 1946 bildete er mit Christopher Hill, Eric Hobsbawm, Rodney Hilton, Dona Torr und anderen die Communist Party Historians Group. Diese Gruppe gründete 1952 die einflussreiche sozialhistorische Zeitschrift Past & Present. Nach Chruschtschows „Geheimrede“ auf dem 20. Kongress der Kommunistischen Partei der Sowjetunion 1956, die „enthüllte“, dass die sowjetische Parteiführung seit langem über Stalins Verbrechen Bescheid wusste, gründete Thompson mit John Saville und anderen eine Dissidenten-Publikation innerhalb der CP, den Reasoner. Sechs Monate später verließen er und die meisten seiner Freunde die Partei aus Empörung über den Einmarsch der Sowjetunion in Ungarn.

## Die Neue Linke
Thompson blieb, was er einen sozialistischen Humanisten nannte; mit Saville und anderen gründete er den New Reasoner, eine Zeitschrift, die eine demokratische sozialistische Alternative zum offiziellen Marxismus der kommunistischen und trotzkistischen Parteien und zu der Sozialdemokratie der Labour Party bilden sollte. Der New Reasoner war das wichtigste Sprachrohr der informellen Strömung, die die New Left werden sollte, linke Dissidenten, die wie Thompson eng mit der in den späten 1950er Jahren entstehenden und sofort sehr populären Bewegung für nukleare Abrüstung verbunden waren.
Der New Reasoner vereinigte sich 1960 mit der Universities and Left Review zur New Left Review, obwohl Thompson und andere nicht mit der Gruppe um Perry Anderson übereinstimmten, die das Journal bald nach der Gründung übernahm. Man nennt daher manchmal Thompsons Gruppe die „Erste Neue Linke“, Andersons Gruppe, der sich um 1968 Tariq Ali und verschiedene Trotzkisten angeschlossen hatten, die „Zweite Neue Linke“.
Thompson arbeitete Anfang der 1960er Jahre an der Zeitschrift Socialist Register mit und war mit Raymond Williams und Stuart Hall einer der Herausgeber des May Day Manifesto (1967), einer der wichtigen linken Herausforderungen der Labourregierung unter Harold Wilson, dem Premierminister von 1964 bis 1970 und von 1974 bis 1976.
Er verließ die akademische Welt nach einem heftigen, öffentlichen Streit mit seinem Arbeitgeber, der Universität Warwick, weil er die Kommerzialisierung der Universität nicht mitmachen wollte, dokumentiert in Warwick University Limited (1971). Ohne Amt schrieb er Essays für New Society, Socialist Register und historische Fachzeitschriften. 1978 veröffentlichte er die Polemik The Poverty of Theory, das den strukturalistischen Marxismus Louis Althussers und seiner Anhänger in der New Left Review angriff. Perry Anderson antwortete mit Arguments within English Marxism (1980). Thompson gewann ein großes Publikum als Kritiker der Missachtung der bürgerlichen Freiheiten durch die Labourregierung – seine zeitgenössischen Schriften sind in dem Band Writing By Candlelight (1980) gesammelt.

## Stimme der Friedensbewegung
Thompson war Anfang der 1980er Jahre ein prominenter und unermüdlicher Sprecher der neuen Bewegung für nukleare Abrüstung, in Großbritannien spielte sein Pamphlet Protest and Survive (1980), die Regierungspropaganda Protect and Survive parodierend, eine wichtige Rolle bei der Wiedergeburt der Abrüstungsbewegung. Thompson verfasste, mit Ken Coates, Mary Kaldor und anderen, den Appell eines Atomwaffenfreien Europas, European Nuclear Disarmament (1980), das für ein atomwaffenfreies Europas von Polen bis Portugal eintrat. Seine Rolle bei der Eröffnung des Dialogs zwischen der westeuropäischen Friedensbewegung und den Dissidenten Osteuropas, insbesondere in Ungarn und der Tschechoslowakei war sehr wichtig. Die sowjetischen Machthaber denunzierten ihn als Instrument des amerikanischen Imperialismus.
In dieser Zeit schrieb Thompson dutzende polemische Artikel, die in den Büchern Zero Option (1982) und The Heavy Dancers (1985) gesammelt wurden. Er schrieb einen langen Essay Double Exposure, der die Ideologen auf beiden Seiten des Kalten Krieges attackierte (1985) und gab im selben Jahr den Band Star Wars über Ronald Reagans Strategic Defense Initiative (SDI) heraus.

## Historische Werke

### William Morris
Sein erstes Buch war die Biographie William Morris: Romantic to Revolutionary (1955). Unter dem Banner Vom Romantiker zum Revolutionär war sie Teil des Bemühens der Gruppe Kommunistischer Historiker, vor allem von Dona Torr, die einheimischen Wurzeln des Marxismus zu beschreiben. Zugleich sollte das Buch Morris der dominierenden geschmäcklerischen Kritik entwenden, die den Bezug von Morris auf Arbeit, Handwerk, Kunst und Vergangenheit nicht anerkannt und seine progressive Politik vernachlässigt hatte. Wie Thompson im Vorwort zur zweiten Auflage von 1976 betont, wurde das Buch weitgehend ignoriert, die marxistische Herangehensweise war noch nicht akzeptiert. Erst die überarbeitete Neuauflage 1976 wurde wesentlich besser aufgenommen.

### The Making of the English Working Class
1963 veröffentlichte Thompsons sein opus magnum Die Entstehung der englischen Arbeiterklasse (The Making of the English Working Class), das in seiner Zeit an der Leeds University entstanden war. Es erzählte die vergessene Geschichte der radikalen Bewegungen des späten 18. und frühen 19. Jahrhunderts. Ein beeindruckendes Werk als Forschung und Synthese, war es auch in historiographischer Hinsicht wichtig: Thompson zeigt die Erfahrung wirklicher Arbeiter. Bis heute ist es ein Standardwerk.

### William Blake
Thompsons letztes vollendetes Buch war Witness Against the Beast: William Blake and the Moral Law (1993). Produkt von Jahren der Forschung und kurz nach seinem Tod erschienen, zeigt es, wie sehr Blake von religiösen Dissidenten inspiriert war, deren Ideen im Denken der radikalsten Gegner der Monarchie während des Englischen Bürgerkriegs wurzelten. Die Forschungen waren auch aus dem Grunde bedeutend, dass Thompson in ihrem Rahmen kurz vor dessen Tod 1979 mit Phillip Noakes, dem letzten lebenden Angehörigen der religiösen Gemeinschaft der Muggletonianer, zusammentraf und die Erforschung dieser kleinen, in den 1650er Jahren entstandenen Gruppe entscheidend voranbrachte.

## Persönliches Leben
Thompson heiratete 1948 die linke Historikerin Dorothy Towers (1923–2011). Sie hat bedeutende Studien zu Frauen in der Chartisten Bewegung und von Queen Victoria (untertitelt 'Gender and Power') verfasst und war Professorin für Geschichte an der University of Birmingham.

## Wirkung
Neben Raymond Williams, Richard Hoggart und Stuart Hall gehen auf E. P.Thompson die Ursprünge der Cultural studies zurück.

## Werke
deutsch
- Plebejische Kultur und moralische Ökonomie. Aufsätze zur englischen Sozialgeschichte des 18. und 19. Jahrhunderts. Ullstein, Frankfurt/M. u. a. 1980, ISBN 3-548-35046-1.
- Exterminismus als letztes Stadium der Zivilisation. (Essay) Zuerst in: New Left Review, London 1980. Deutsch: Berlin 1981, DNB 830339043.[3]
- Racek–Thompson: Briefwechsel zum Exterminismus. In: Befreiung. H. 22/23, 1981, S. 52 ff.
- Die Entstehung der englischen Arbeiterklasse. Suhrkamp, Frankfurt am Main 1987, ISBN 3-518-11170-1.
- Das Elend der Theorie. Zur Produktion geschichtlicher Erfahrung. Campus, Frankfurt am Main 1980, ISBN 3-593-32650-7.
- mit John Holloway: Blauer Montag: über Zeit und Arbeitsdisziplin. Aus dem Englischen übersetzt von Lars Stubbe. Edition Nautilus, Hamburg 2007, ISBN 978-3-89401-538-1.

englisch
- William Morris: Romantic to Revolutionary. 1955, 1976
- The Making of the English Working Class. 1963.
- Warwick University Limited. 1971
- An Open Letter to Leszek Kolakowski 1973 (Aufsatz online, PDF)
- Whigs and Hunters: The Origin of the Black Act. 1975
- The Poverty of Theory. 1978
- Writing by Candlelight. 1980
- Protest and Survive. 1980
- Zero Option. 1982
- The Heavy Dancers. 1985
- Double Exposure. 1985
- Star Wars. 1985
- The Sykaos Papers. 1988 (Science fiction)
- Customs in Common: Studies in Traditional Popular Culture. 1991
- Persons & Polemics. Merlin Press, London 1994, ISBN 0-85036-439-6, in den USA erschienen als: Making History: Writings on History and Culture. 1994
- Witness Against the Beast: William Blake and the Moral Law. 1993
- The Romantics. England in a Revolutionary Age. 1997
- The Collected Poems. 1999 (Dichtung)
- E.P. Thompson and the Making of the New Left. Essays & Polemics. 2014